# Ginchy
Ginchy là một thị trấn ở tỉnh Somme trong vùng Hauts-de-France, Pháp.

## Địa lý
A small village Xã này tọa lạc trên đường D20, khoảng 28 dặm Anh về phía đồng bắc của Amiens.

## Dân số
| 1962                                                           | 1968 | 1975 | 1982 | 1990 | 1999 |
| -------------------------------------------------------------- | ---- | ---- | ---- | ---- | ---- |
| 83                                                             | 86   | 69   | 64   | 60   | 56   |
| Số liệu điều tra dân số từ năm 1962, dân số không tính hai lần |      |      |      |      |      |